# Giorgio Mille
Giorgio Mille (Roma, 6 novembre 1937 – Roma, 11 luglio 1999) è stato un regista cinematografico italiano.

## Biografia
Giorgio Mille ha diretto film di genere erotico e pornografico tra il 1975 e il 1984, alcuni con lo pseudonimo George Miller. Il suo film d'esordio nel 1975 è stato la commedia sexy Attenti… arrivano le collegiali!. Nel 1979 dirige il primo film pornografico italiano I porno amori di Eva. 

## Filmografia

### Regia
- Attenti... arrivano le collegiali! (1975)
- I porno amori di Eva (1979)
- La zia di Monica (1980)
- Ragazzina vogliosetta (1984)